# Salix oreophila
Salix oreophila är en videväxtart som beskrevs av Joseph Dalton Hooker och Nils Johan Andersson. Salix oreophila ingår i släktet viden, och familjen videväxter. Utöver nominatformen finns också underarten S. o. ex.